# Autoescuela

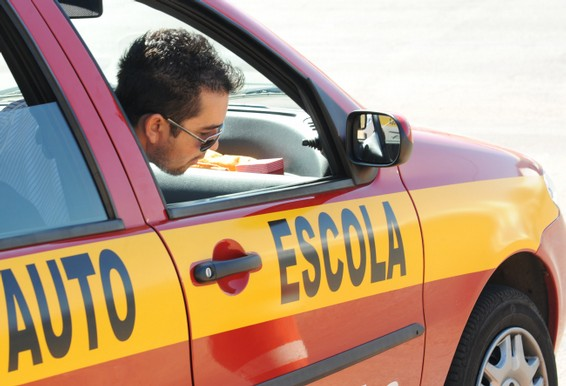
Practicando la conducción de un automóvil.

Una autoescuela es un centro formativo donde se imparte simultáneamente la enseñanza teórica y práctica para la obtención de los diferentes permisos de conducción a través de los exámenes de conducción. Su equipo humano está formado por un titular, un director y el profesorado titulado, y que suele ofrecer un horario de clases adaptado a cada alumno. En cuanto a los elementos materiales con los que puede contar está: eu local, un circuito de conducción cerrado al tráfico y al menos un vehículo.
Para cada permiso el alumnado debe pasar una serie de pruebas teórico-prácticas que habrán estudiado y practicado en las clases de la autoescuela. La autorización para cada tipo de licencia, permiso o carné de conducción se rige por una normativa específica en cada país.
Los centros pueden ser de carácter oficial o bien privados. 

## Regulación por países

### España
En España están regladas en el Reglamento Regulador de Escuelas Particulares de Conductores (1295/2003). Su control, registro y revisión depende de la Dirección General de Tráfico del Ministerio del Interior. En España los únicos centros de formación de conductores oficiales que existen son las Escuelas y organismos militares.

#### Autorización de apertura
Para poder ejercer como autoescuela en España, ésta precisa de una autorización de apertura que es expedida en la Jefatura Provincial de Tráfico correspondiente, la cual tendrá validez en todo el país. La expedición de esta autorización quedará inscrita en el Registro de Centros de Formación de Conductores. La autoescuela puede suspender voluntariamente el ejercicio de su actividad por un año como máximo, pasado este tiempo la JPT acordará su cese definitivo.

#### Tipos de permisos de conducción
En España mediante la formación en las autoescuelas, además de obtener el permiso de conducir de coche (B), que es el más solicitado, también se pueden obtener otros permisos como los de ciclomotor (AM), motocicleta (A1 , A2 y A), camión (C1 o C), autobús (D1 o D), remolque (E) o autorizaciones como la de transporte de mercancías peligrosas (ADR). 